# Attieanisches Klima
Das attieanische Klima ist ein tropisches Klima in Westafrika. Es hat vier Jahreszeiten, wobei die feuchten Perioden (Regenzeiten) gleich lang sind wie die trockenen (Trockenzeiten). Die große Regenzeit dauert von April bis Mitte Juli, die folgende kleine Trockenzeit bis Mitte September. Dann kommt eine kleine Regenzeit bis November und die große Trockenzeit von Dezember bis März. Das attienansiche Klima kommt beispielsweise im Süden der Elfenbeinküste vor.
Im Gegensatz dazu steht etwa 
- das baulenische Klima, bei welchem  die Trockenzeiten länger als die Regenzeiten sind. Dieses Klima zeigt sich im Zentrum der Elfenbeinküste.
- das sudanesische Klima mit zwei gegensätzlichen Jahreszeiten. Dieses lässt sich im Norden der Elfenbeinküste, in Mali oder in Burkina Faso beobachten.
- das ivorische Bergklima. Auch dieses weist zwei Jahreszeiten auf. Wie beim attieanischen sind die Dauer von Regen- und Trockenzeit gleich lang.